# John Rosendahl
John ”Jukka” Rosendahl, ursprungligen John Hugo Hemming Wiren, född 22 maj 1891 i Elimä, Kouvola, död 17 december 1932 i New York, var en amerikafinländsk violinist och banjoist.
Rosendahl emigrerade till USA 1908 och arbetade ursprungligen som skyltmålare innan han blev yrkesmusiker. I augusti 1926 hörde han dragspelerskan Viola Turpeinen spela på mötesplatsen North Star i Ishpeming och bad henne att bli hans elev och turnékamrat. De turnerade både på egen hand och tillsammans med dragspelerskan Sylvia Polso på 1920-talet och skivdebuterade 1928 i New York. Sammanlagt medverkade Rosendahl vid 23 skivinspelningar med Viola Turpeinen och Sylvia Polso.

## Skivinspelningar

### 11 januari 1928
(tillsammans med Viola Turpeinen)
- Hollolan polkka
- Hämärä sottiisi
- Kulkurin serenadi
- Vanhanmaan sottiisi

### 20 januari 1928
(tillsammans med Viola Turpeinen)
- Jäähyväisvalssi

### 30 januari 1928
(tillsammans med Viola Turpeinen)
- Emman valssi
- Jukan sottiisi
- Kauhavan polkka
- Penttilän valssi

### 19 november 1928
(tillsammans med Viola Turpeinen)
- Hanurimarssi
- Pääskysvalssi

### 20 november 1928
(tillsammans med Viola Turpeinen)
- Hymy huulilla

### 7 maj 1929
(tillsammans med Viola Turpeinen)
- Viulupolkka
- Mustalaisen sottiisi

### 10 maj 1929
(tillsammans med Viola Turpeinen)
- Iloinen polkka
- Kaustisen polkka
- Tähtivalssi

### 3 augusti 1931
(tillsammans med Viola Turpeinen och Sylvia Polso)
- Iloiset päivät
- Kaikuja tanssisalista
- Mikkelin polkka
- Neuvoja naimattomille